# 蜂須賀吉武
蜂須賀 吉武（はちすか よしたけ）は、江戸時代中期の阿波国徳島藩の世嗣。官位は従四位下・修理大夫。

## 生涯
元禄5年（1692年）、徳島藩第5代藩主・蜂須賀綱矩と正室である蒼涼院の次男として誕生。幼名は熊次郎、加茂之助。初名は龍誠。
第5代将軍・徳川綱吉の偏諱を受けて吉武と名乗り、次期藩主としての地位を固めつつあったが、享保10年（1725年）父に先立って早世した。
代わって弟・宗員が嫡子となった。遺物として萌葱糸縅二枚胴具足が残る。墓所は徳島県徳島市下助任町にある興源寺。

## 系譜
- 父：蜂須賀綱矩（1661-1730）
- 母：蒼涼院 - 奥津庸広の娘
- 正室：池田綱清の養女 - 池田政弘の娘
  - 女子：元姫（?-1742） - 蜂須賀宗鎮正室